# Via Krupp

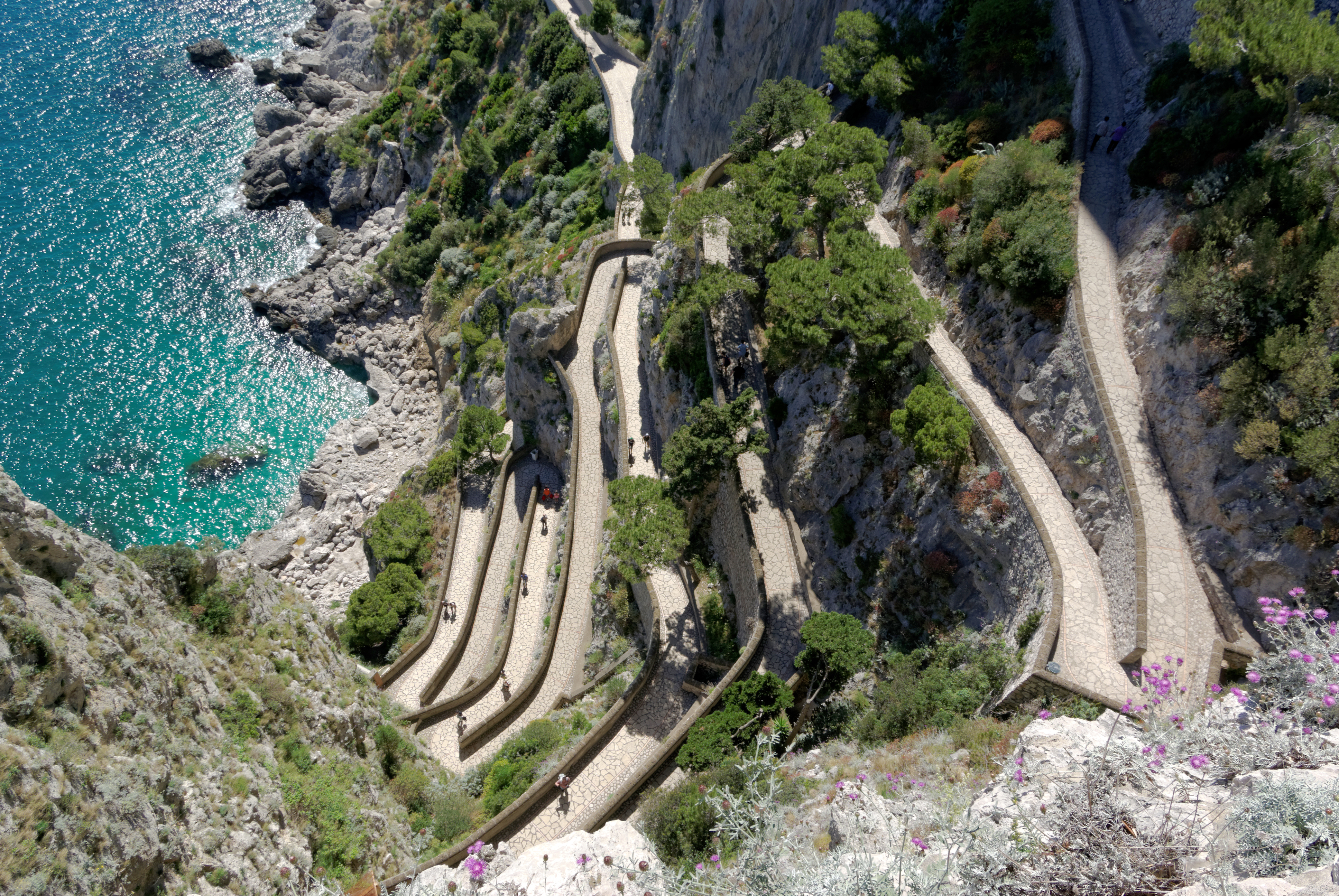

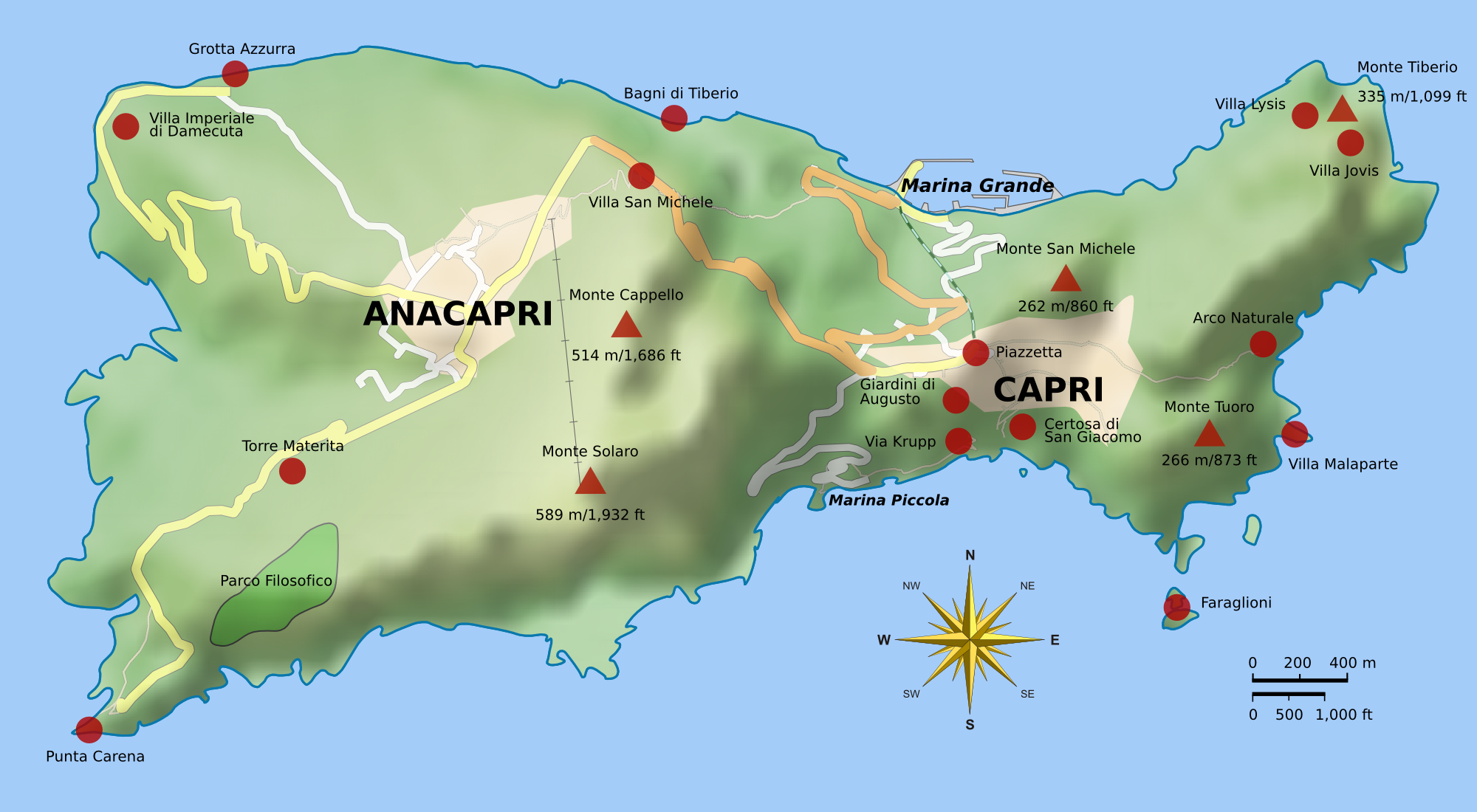
Localização da Via Krupp na costa sul de Capri, perto de Marina Piccola

A Via Krupp é uma trilha histórica pavimentada na ilha de Capri, que liga o Mosteiro de San Giacomo [en] e os Jardins de Augusto [en] à Marina Piccola. Ela foi encomendada pelo industrial alemão Friedrich Alfred Krupp, que além de fabricante de armas, era um pesquisador de biologia marinha. A trilha vence um desnível de cerca de cem metros.
A Via Krupp foi construída entre 1900 e 1902, mas escondia um propósito secreto: ser uma rota para Krupp entre o seu hotel de luxo, o Grand Hotel Quisisana, e a Marina Piccola, onde ficava ancorado o seu navio oceanográfico. Em segredo, essa trilha também o conduzia à Gruta di Fra Felice, uma caverna onde ele participava de orgias sexuais com jovens locais. Quando o escândalo veio à tona, Krupp foi expulso da Itália em 1902.
Desde 1976, a Via Krupp está fechada na maior parte do tempo por causa do risco de deslizamentos de rochas.